# Um Herói de Quinze Anos
Um Herói de Quinze Anos ou Um Capitão de Quinze Anos (francês: Un Capitaine de Quinze Ans) é um romance do escritor francês Júlio Verne. Escrito em 1878, debate a questão da escravidão e, principalmente, do tráfico de africanos por outros africanos.

## Temas abordados
São abordados diversos temas como:
- O crescimento prematuro - o herói, Dick Sand, um jovem de quinze, deve assumir o controlo de um navio após o desaparecimento do capitão e levá-lo a bom porto.
- Descobertas entomológicas - o primo Benedict é entomólogo de profissão e não perde nenhum momento em enriquecer a sua coleção de novos espécimes e de os estudar.
- Escravatura - pelo sentido do livro tudo indica que Júlio Verne é contra a escravatura, sendo um sentimento partilhado pela personagem principal e por todas as personagens de bem que figuram no livro.
- Vingança

## Sinopse
O Peregrino, navio baleeiro americano, depois de não conseguir concluir o seu carregamento de óleo de baleia, sai da Nova Zelândia rumo a São Francisco. Encontram-se a bordo o Capitão Hull, a sua pequena tripulação, um cozinheiro negro (Negoro) empregado quando se encontravam na Nova Zelândia, que mais tarde revelará ter uma sede de vingança e maldade, e um praticante, Ricardo Sand, rapaz de quinze anos que, depois de uma tentativa desastrosa de completar o carregamento de óleo de baleia, fica a comandar o navio.
A mulher do proprietário do navio, Mrs. Weldon, e seu filho, Jacques, Nã, a escrava, e o sobrinho entomologista Benedito (personagem distraída que daria tudo pela sua coleção de insetos, dando um caráter cómico à personagem) desejavam voltar aos Estados Unidos. Em substituição dos marujos mortos na caça à baleia, Tomás e seus quatro filhos, encontrados pouco tempo antes pelo capitão Hull aprenderão a fazer o trabalho de marinhagem. Todos eles são inexperientes, mas a inteligência e a coragem de Ricardo levarão a tarefa a bom termo. Depois de enfrentar tempestades e tormentas em alto-mar, essas pessoas terminarão na África. Ali eles se separam de Negoro que fez com que eles chegassem na África, e encontram a Harris, que diz que estão nos pampas bolivianos, e diz levar eles a uma fazenda, e está levando eles para serem vendidos como escravos, Tomás e seus filhos, são vendidos como escravos.